# ¡Ay, Bendito!
¡Ay, Bendito! (Ah, benedetto!), è un'espressione portoricana, forma abbreviata di "¡Ay, Bendito sea Dios!" (Ah, sia benedetto Iddio!). A volte viene abbreviata ancora di più, come ¡Bendito! (Benedetto!), o addirittura "¡'Dito!" ('nedetto! o 'detto!)
In particolare, la frase Ay bendito indica:
- Un'espressione di compassione, pena, empatia, angoscia o tristezza su una situazione avversa (e sull'essere umano che soffre per essa), o
- L'atto di sentire compassione, e/o aiutare o assistere colui che soffre tale situazione.

Il "Ay bendito" (nel secondo contesto) viene tradizionalmente considerata come una caratteristica auspicabile e definitoria della psiche collettiva portoricana. La frase è comunemente usata dai portoricani come interiezione, con una frequenza simile a "¡órale!" in Messico, per esempio. I portoricani sono conosciuti in America Latina come "Il popolo dell'Ay Bendito", e addirittura una popolare canzone portoricana, chiamata "Esos no son de aquí" (Quelli non sono di qui), scritta da Rafael Hernández Marín, fa un riferimento esplicito a questo fatto, nei versi "Los que dicen 'Ay, Bendito'/Esos sí, esos sí." (Quelli che dicono 'Ay, Bendito'/Quelli sì, quelli sì").
Tuttavia, all'interno del contesto sociologico di Porto Rico, a volte si definisce l'Ay bendito come una preoccupazione (a volte malsana) per chi soffre che spinge a offrirgli un aiuto e a sacrificarsi, in modo che chi soffre migliori la propria situazione. Pertanto, l'espressione può comportare a volte una connotazione peggiorativa se l'atto di aiutare chi soffre va a discapito della parte che lo soccorre. Questa connotazione può anche essere evidente se chi aiuta viene considerato un prepotente o un ficcanaso, o quando chi "soffre" non è realmente sofferente e si approfitta irragionevolmente dell'aiuto che gli viene offerto. (In questo contesto, un'espressione peggiorativa usata comunemente a Porto Rico è: "El 'Ay, Bendito'  es el primo hermano de 'Jodete'" ("L''Ay, Bendito' è il primo fratello di 'Vaffanculo'").
L'espressione a volte viene trascritta erroneamente come "Hay bendito" (a causa dell'omofonia con la parola "hay").